# Ердые
Ердые — горный хребет в Серноводском районе Чечни. Высота над уровнем моря составляет 2353 метра. Скалистый высокий хребет, идущий в общем направлении к северо- востоку и заканчивающийся у горы Борзанты, которая несколькими отрогами соединяется с горой Гилла-корт. Хребет находится на границе с Ингушетией. На южных склонах хребта располагался одноименный аул.